# Sternocoelis viaticus
Sternocoelis viaticus är en skalbaggsart som beskrevs av Lewis 1892. Sternocoelis viaticus ingår i släktet Sternocoelis och familjen stumpbaggar. Inga underarter finns listade i Catalogue of Life.